# El pecado (Stuck)

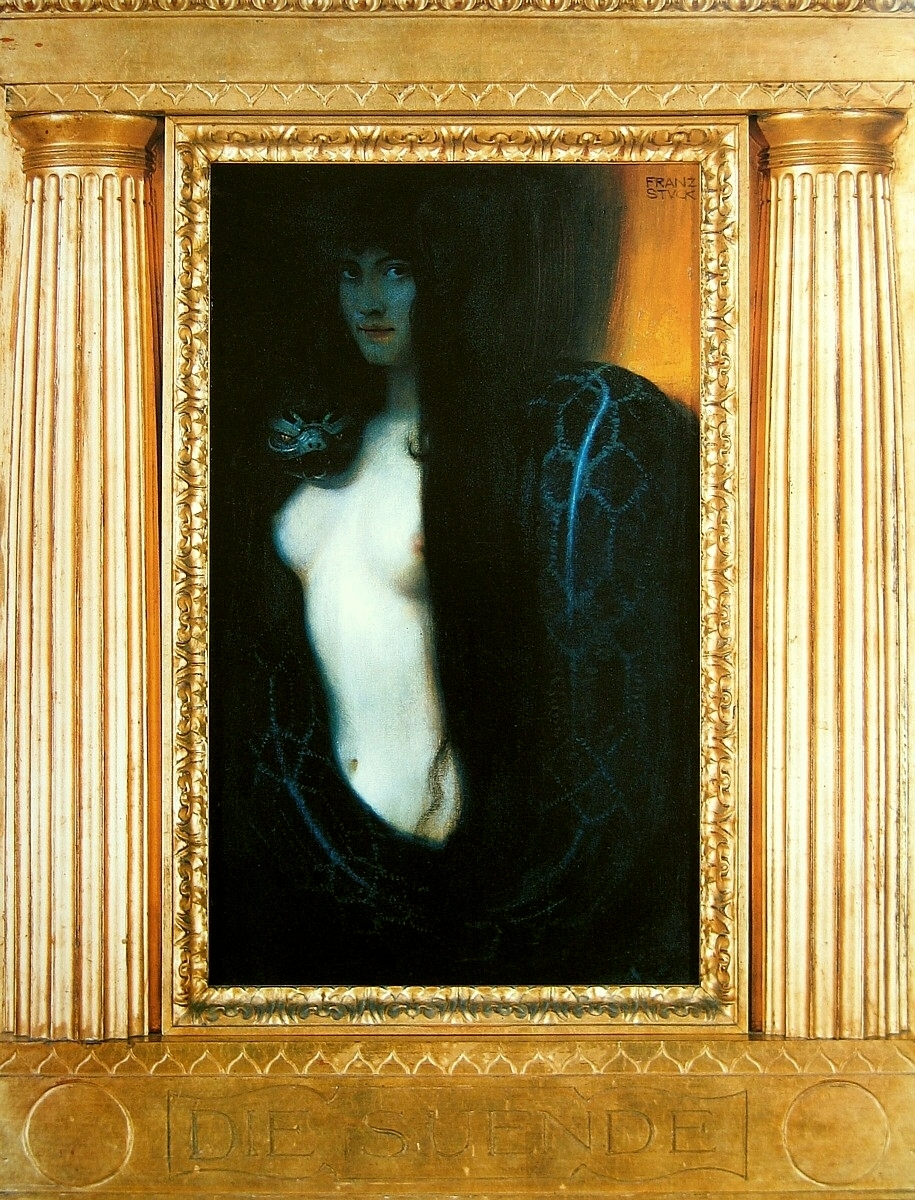
El pecado, óleo sobre lienzo; 1893.

El pecado (en alemán, Die Sünde) es una pintura de Franz von Stuck de 1893. Es una de sus obras más famosas, y emblemática del movimiento simbolista. Se exhibe en la Neue Pinakothek de Múnich.

## Antecedentes
Un precursor del marco de El pecado es el dibujo de Stuck Historia del portafolio de imágenes Allegorien und Embleme, publicado por Gerlach & Schenk en Viena, desde 1884. Se muestra una figura femenina de pie entre columnas con capiteles dóricos. Las medias columnas con capiteles dóricos también formarán los lados del marco arquitectónico dorado de la pintura posterior titulada El pecado de 1893. La imagen desarrolla la idea ya apuntada en Sensualidad, de 1889. En ese momento, el "tipo de mujer erótica", la femme fatale, con ojos grandes y ropa ceñida a la moda de finales del siglo XIX o desnuda, siempre en una pose seductora, surgió como la marca registrada de Stuck. Pero las obras de Stuck también fueron caricaturizadas. El dibujante y caricaturista Theo Zasche utilizó El pecado y otras imágenes de mujeres desnudas en una tarjeta de invitación a un festival de disfraces con motivo de la Noche de Walpurgis en la Künstlerhaus vienesa de 1895. La obra se dio a conocer poco después de su creación en la exposición inaugural de la Secesión de Múnich, pero no provocó escándalo sino sensación. En 1899 recibió en Viena la “Medalla de oro estatal” destinada a artistas extranjeros. En la villa de Stuck, que se completó en 1898, la imagen tiene un significado especial. Desde 1901, una versión de la obra con un marco dorado cuelga en una especie de "altar" en el estudio de Stuck en ese momento. Era el "centro espacial e ideal de la casa".

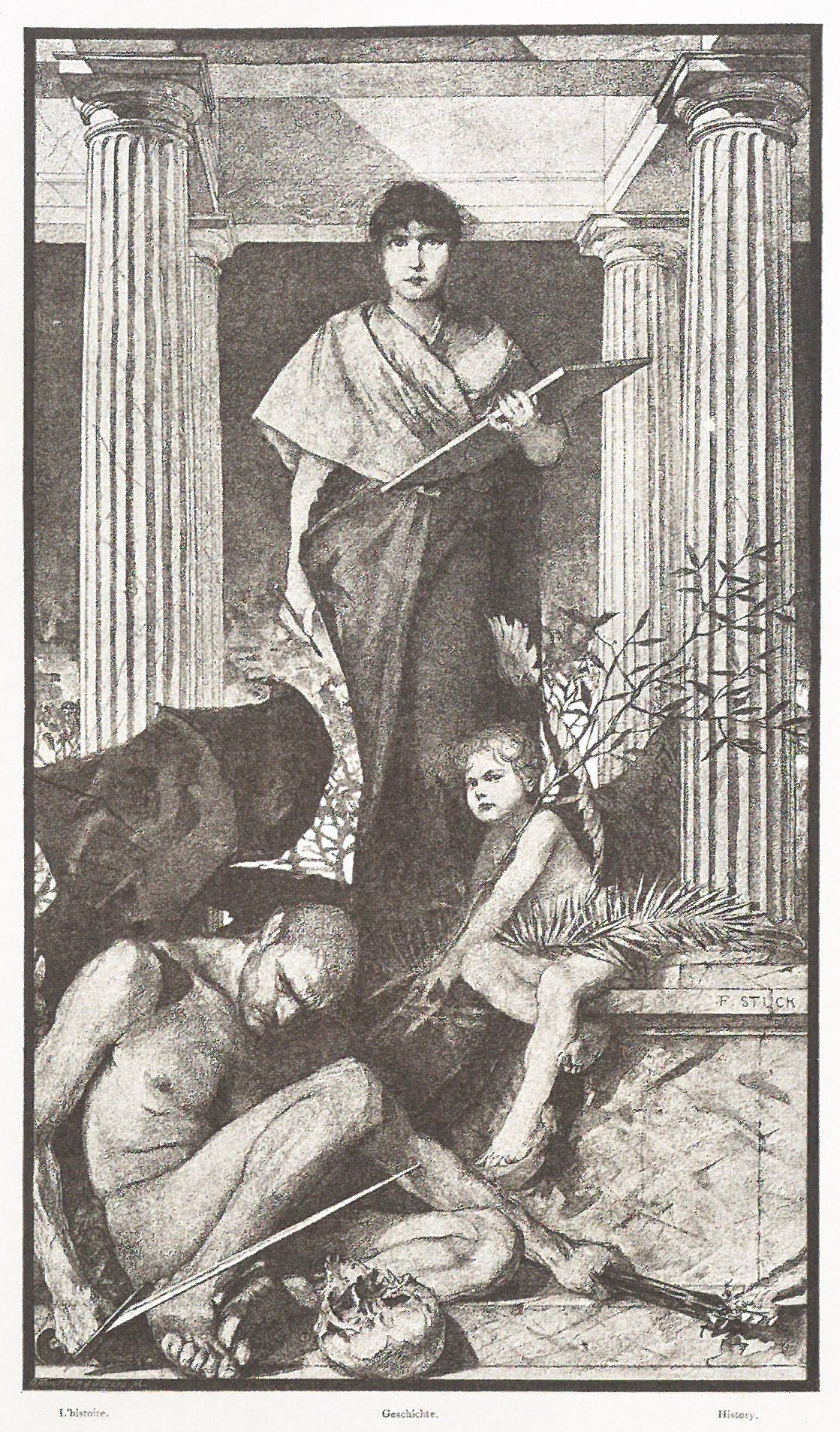
Historia, impresión de Alegorías y emblemas, modelo para el diseño del marco posterior de Stuck.

## Descripción
La pintura tiene unas dimensiones de 94,5 × 59,5 centímetros y está realizada al óleo sobre lienzo. Es propiedad de la Pinakothek desde 1893. 
El rostro femenino se muestra de tres cuartos y el rostro de la serpiente de frente. Se muestra a una mujer de medio cuerpo, Anna Maria Brandmaier de Bayerdilling, una novia de la infancia y modelo de Franz Stuck, que mira desafiante, algo cansada, al espectador. Su rostro está en la sombra, pero las pupilas de sus ojos grandes con reflejos blancos apuntan hacia la izquierda. La boca está cerrada. En comparación con el resto de la cara, estos ojos forman un fuerte contraste entre la luz y la oscuridad. El largo cabello negro cae suelto sobre el cuerpo blanco con los pechos medio visibles. Los pezones y el ombligo forman un triángulo estirado hacia abajo en la composición.
Alrededor de su cuerpo y cuello hay una enorme y gruesa serpiente azul oscuro adornada con patrones azul claro, cuya cabeza descansa sobre el hombro y el pecho derechos de la mujer y también mira directamente al espectador. La cabeza de la serpiente tiene ojos con reflejos y una boca abierta con los colmillos típicos, lo que se supone que desencadena una asociación con el peligro para el espectador. El motivo de la serpiente, en estrecha conexión con una mujer, se refiere a la caída del Antiguo Testamento, episodio que en la Biblia se muestra en el Génesis. La serpiente se presenta así en el cuadro de Stuck como símbolo de seducción y peligro. A la derecha, detrás de la pálida mujer, una superficie en contrastante color naranja forma el fondo, que puede entenderse como el fuego del infierno para quienes aceptan las tentaciones y el pecado. En esta zona destacada también está la inconfundible firma del pintor en su tipografía típica: FRANZ STVCK. De lo contrario, el fondo es sorprendentemente negro y no tiene profundidad.
El marco de aspecto arquitectónico tiene un significado especial para la imagen. Debía enfatizar la singularidad de la pintura en las exposiciones sobrecargadas en su mayoría de la época y llamar la atención sobre la imagen. El marco también lleva el título en un cierto estilo contemporáneo: DIE SUENDE . En otras versiones de la imagen, el título es DIE SVENDE, con la V y la E apareciendo como una ligadura. En ello se aprecia la experiencia de Stuck como dibujante, artista gráfico e ilustrador. Stuck entendió su marco artesanal como parte de una "obra maestra táctica" que no solo creó en su trabajo, sino que también construyó toda su vida artística sobre él.

## Versiones
Hay otras 11 versiones del motivo de El pecado de Franz Stuck en forma de pintura al óleo con marcos dorados diseñados individualmente. Sin embargo, actualmente faltan cuatro.

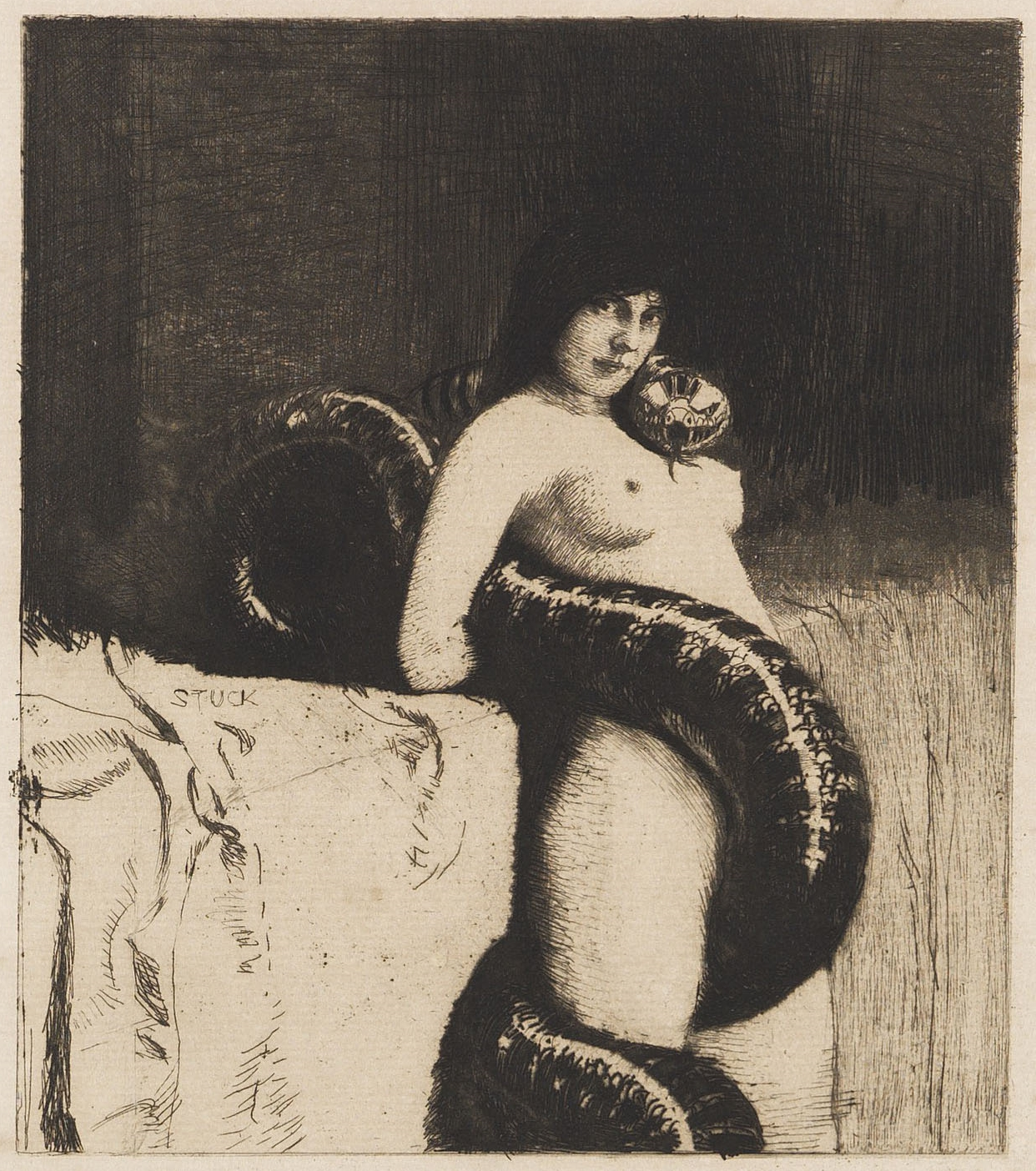
Sensualidad, aguafuerte, 1889.
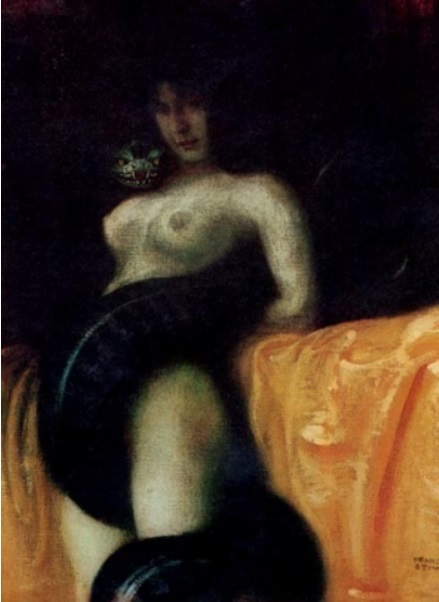
Versión de Sensualidad al óleo de alrededor de 1897.
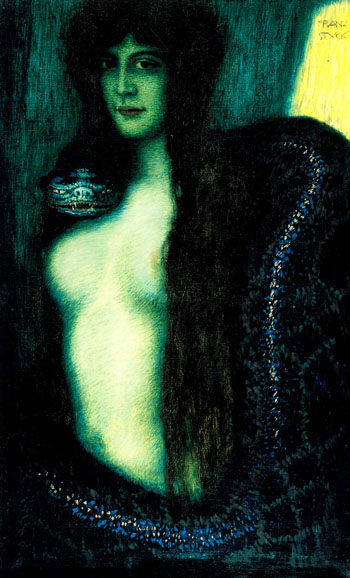
El pecado, versión de 1906.
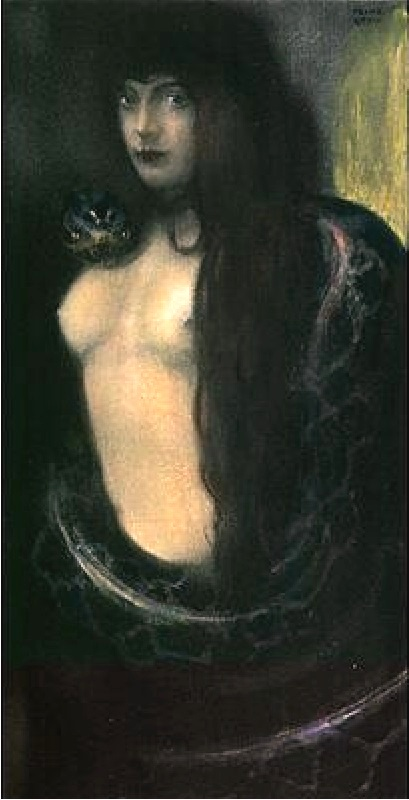
Versión de alrededor de 1912.

## Interpretación
La imagen muestra a la mujer como encarnación de la lujuria, con su supuesta "sexualidad insaciable" que emplea como "seductora del hombre". El fondo, la planitud y la sombra de la composición indican que la serpiente solo presenta el cuerpo femenino como señuelo. Quien se sienta atraído por él debe temer el fuego del infierno, simbolizado en la parte superior derecha con una superficie de color naranja. Stuck utiliza inteligentemente elementos de la moral contemporánea, como los representados por la Iglesia, para ejercer poder sobre el impulso sexual humano. Poder sobre las imágenes significa tener poder sobre las personas. Stuck usa y reduce el cuerpo femenino como herramienta de su propia voluntad de poder en relación con su carrera, reconocimiento y prosperidad material. Franz von Stuck supo promocionarse de forma excelente en su época con cuadros como Die Sünde.

## Revisión y recepción
Los espectadores contemporáneos vieron en la imagen el arquetipo del fin de siècle, una "mujer seductora demoníaca", "una encarnación del pecado, del erotismo", completamente acorde con el pensamiento moral de la época, dominada por los caballeros burgueses con sus pomposas fantasías masculinas que impulsaban toda la cultura alemana de ese estilo. Franz von Stuck, ennoblecido desde 1906, fue el indiscutible "príncipe pintor" de esos años, predominante sobre todo en las exposiciones y muy comentado positivamente en los periódicos. Después de su muerte, el juicio de Franz von Stuck cambió: su trabajo y, por lo tanto, también El pecado, según los críticos modernos, cayó en el reino de lo ridículo y cursi.
- Informe en FAZ del 2  de noviembre de 2014 sobre la subasta de una versión de El pecado en Sotheby's en Nueva York con una evaluación negativa de la foto de Rose-Maria Gropp[7]
- Sitio web welt.de con un informe sobre la exposición Sin and Secession - Franz Stuck en Viena en el Belvedere 2016[8]
- Entrevista al Münchner Abendzeitung del 27 de diciembre de 2012 con Margot Brandlhuber, conservadora del Museo Villa Stuck, sobre el atractivo aún presente de la imagen[9]

## Exposiciones
- 1893 Pinakothek Múnich
- 1897 en la galería vienesa Miethk[3]
- Franz von Stuck, juego y sensualidad. Museo del Medio Rin de Coblenza, 25. Junio al 30. Agosto de 1998
- Franz von Stuck: El hijo del molinero y los mitos. Cuarto diciembre de 2008 al 15. Marzo de 2009 en la Villa Stuck en Munich[10]
- Pecado y secesión: Franz von Stuck en Viena. Bajo Belvedere Viena, 1. Julio 2016 al 9. Octubre de 2016